# Высшая лига КВН 2008
Сезон Высшей лиги КВН 2008 года — 22 сезон с возрождения телевизионного КВН в 1986 году. Получил название «Отличный сезон», в смысле «отличный от других».
В сезоне участвовали 15 команд, среди которых лишь одна не из России — команда «Астана.kz», сыгравшая сезон в расширенном составе. Также, был побит рекорд по количеству команд из одного города в одном сезоне: шесть команд из Москвы играли в Высшей лиге в 2008 году. Одной из них были действующие чемпионы «Обычные люди», которые решили заявиться в сезон, несмотря на негласное правило, что чемпион пропускает сезон. Подобный случай уже был в 1993 году, когда в Высшей лиге играли «Парни из Баку».
Больше всего внимания в этом сезоне привлекли к себе выпускники Премьер-лиги «Фёдор Двинятин» и «СОК». Первые удивили членов жюри своим необычным стилем, и были даже раскритикованы Юлием Гусманом на одной из игр, когда он посчитал стиль команды слишком «клоунским». Вторые стали главным открытием сезона, завоевали популярность, и закончили сезон в ранге бронзовых медалистов.
Главная борьба за чемпионство была между «Пирамидой» и «МаксимуМом». По сезону увереннее шла владикавказская команда, выигравшая и четвертьфинал и полуфинал, в то время, как томичам не удалось занять первые места ни на одном из этапов. В финале дела обстояли иначе, и чемпионом, как и десять лет ранее, стала команда из Томска.

## Состав
В сезон Высшей лиги 2008 были приглашены пятнадцать команд:
1. Свердловск (Екатеринбург) — финалисты Высшей украинской лиги
2. Территория ИГРЫ (Красноярск — Норильск) — полуфиналисты Премьер-лиги, объединились перед началом сезона с командой «Сборная большого Норильска»
3. Фёдор Двинятин (Москва — Ступино) — финалисты Премьер-лиги
4. Байкал (Иркутск — Улан-Удэ) — вице-чемпионы Премьер-лиги
5. СОК (Самара) — чемпионы Премьер-лиги
6. Свои секреты (Москва) — второй сезон в Высшей лиге, четвертьфиналисты Премьер-лиги
7. БАК (Брюховецкая) — второй сезон в Высшей лиге, полуфиналисты Премьер-лиги
8. Сборная ГУУ (Москва) — второй сезон в Высшей лиге, вице-чемпионы Премьер-лиги
9. Станция Спортивная (Москва) — второй сезон в Высшей лиге, чемпионы Высшей украинской лиги
10. Университетский проспект (Москва) — второй сезон в Высшей лиге
11. СТЭПиКо (Новосибирск) — второй сезон в Высшей лиге
12. Каzахи (Астана) — четвёртый сезон в Высшей лиге, полуфиналисты Высшей украинской лиги, выступали под названием «Астана.kz»
13. МаксимуМ (Томск) — четвёртый сезон в Высшей лиге
14. Пирамида (Владикавказ) — третий сезон в Высшей лиге
15. Обычные люди (Москва) — третий сезон в Высшей лиге, действующие чемпионы

Чемпионом сезона стала команда КВН «МаксимуМ».

## Игры

### ⅛ финала
Первая ⅛ финала
- Дата игры: 18 февраля
- Тема игры: -
- Команды: СОК (Самара), Байкал (Иркутск — Улан Удэ), Университетский проспект (Москва), Астана.kz (Астана), Обычные люди (Москва)
- Жюри: Леонид Ярмольник, Игорь Верник, Андрей Макаревич, Константин Эрнст, Михаил Ефремов, Юлий Гусман
- Конкурсы: Приветствие, Разминка, Музыкальное домашнее задание

| Команда      | Приветствие | Разминка | общий | МДЗ | Итого |
| ------------ | ----------- | -------- | ----- | --- | ----- |
| Астана.kz    | 5           | 4,3      | 9,3   | 5,2 | 14,5  |
| УПр          | 5           | 4,3      | 9,3   | 5   | 14,3  |
| Байкал       | 4,7         | 6        | 10,7  | 5,2 | 15,9  |
| Обычные люди | 5           | 4,5      | 9,5   | 6   | 15,5  |
| СОК          | 5           | 4,7      | 9,7   | 6   | 15,7  |

Результат игры:
1. Байкал
2. СОК
3. Обычные люди
4. Астана.kz
5. Университетский проспект

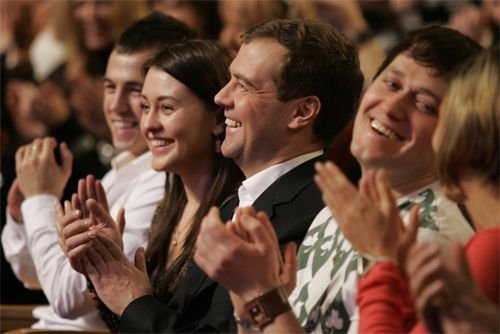
Дмитрий Медведев в зрительном зале рядом с квнщиками из команд «Станция Спортивная» и «Свои секреты»

- На этой игре присутствовал Дмитрий Медведев. По этому случаю, команда «Университетский проспект» показала в приветствии номер «Медведев на встрече выпускников».
- На этой игре команда «Обычные люди» показала номер «КВН со звёздами», в котором участвовали Михаил Ефремов, Леонид Ярмольник и Андрей Макаревич. Позже, в сезоне 2011 был введён конкурс «СТЭМ со звездой».
- «Астана.kz» играла в этом сезоне расширенным составом, который включал более опытных КВНщиков и дебютантов, которые попали в команду в 2007 году.
- «Байкал» стал четвёртой командой в истории Высшей лиги и первой в XXI веке, получившей максимальный балл за разминку.

Вторая ⅛ финала
- Дата игры: 28 февраля
- Тема игры: -
- Команды: Территория ИГРЫ (Красноярск — Норильск), Свердловск (Екатеринбург), Сборная ГУУ (Москва), СТЭПиКо (Новосибирск), Пирамида (Владикавказ)
- Жюри: Леонид Ярмольник, Андрей Малахов, Игорь Верник, Константин Эрнст, Андрей Макаревич, Михаил Ефремов, Юлий Гусман
- Конкурсы: Приветствие, Разминка, Музыкальное домашнее задание

| Команда         | Приветствие | Разминка | общий | МДЗ | Итого |
| --------------- | ----------- | -------- | ----- | --- | ----- |
| Пирамида        | 5           | 5,1      | 10,1  | 5,9 | 16    |
| Территория ИГРЫ | 5           | 4,3      | 9,3   | 5,1 | 14,4  |
| Свердловск      | 5           | 5,4      | 10,4  | 5,7 | 16,1  |
| СТЭПиКо         | 5           | 4,6      | 9,6   | 5,3 | 14,9  |
| Сборная ГУУ     | 5           | 4,7      | 9,7   | 5,3 | 15    |

Результат игры:
1. Свердловск
2. Пирамида
3. Сборная ГУУ
4. СТЭПиКо
5. Территория ИГРЫ

- На этой игре повторилась ситуация с первой игры: во-первых, победителем игры оказался новичок Высшей лиги; во-вторых, вслед за «Университетским проспектом» непроходное место занял ещё один полуфиналист предыдущего сезона, команда «СТЭПиКо».
- Во время выставления финальных оценок на этой игре Константин Эрнст разговаривал по телефону.
- В приветствии Сборной ГУУ участвовал Антон Привольнов.
- Впервые за десять лет (с первого полуфинала 1998 года), члены жюри поставили за приветствие все пятёрки.

Третья ⅛ финала
- Дата игры: 12 марта
- Тема игры: -
- Команды: Фёдор Двинятин (Москва — Ступино), БАК (Брюховецкая), Свои секреты (Москва), Станция Спортивная (Москва), МаксимуМ (Томск)
- Жюри: Леонид Ярмольник, Игорь Верник, Михаил Ефремов, Андрей Малахов, Юлий Гусман
- Конкурсы: Приветствие, Разминка, Музыкальное домашнее задание

| Команда            | Приветствие | Разминка | общий | МДЗ | Итого |
| ------------------ | ----------- | -------- | ----- | --- | ----- |
| МаксимуМ           | 5           | 5,4      | 10,4  | 6   | 16,4  |
| БАК                | 4           | 4,2      | 8,2   | 4,6 | 12,8  |
| Свои секреты       | 5           | 4,4      | 9,4   | 4,8 | 14,2  |
| Станция Спортивная | 5           | 5,6      | 10,6  | 6   | 16,6  |
| Фёдор Двинятин     | 4,8         | 5        | 9,8   | 5,8 | 15,6  |

Результат игры:
1. Станция Спортивная
2. МаксимуМ
3. Фёдор Двинятин
4. Свои секреты
5. БАК

- На этой игре впервые в Высшей лиге встретились три команды из одного города (Москва).
- «Станция Спортивная» на этой игре показала домашнее задание про отцов с колясками, а «Фёдор Двинятин» — свою версию «Золушки».

По правилам этого сезона, после ⅛ финала члены жюри должны были добрать ещё две команды, однако после окончания третьей игры они смогли согласиться только по поводу одной — «Обычные люди». Масляков разрешил тогда членам жюри добрать не две, а четыре команды. Таким образом в четвертьфинал прошли дополнительно команды КВН: Обычные люди (первая игра), Сборная ГУУ (вторая игра), Фёдор Двинятин (третья игра) и Астана.kz (первая игра).

### Четвертьфиналы
Первый четвертьфинал
- Дата игры: 12 апреля
- Тема игры: -
- Команды: Фёдор Двинятин (Москва — Ступино), Байкал (Иркутск — Улан Удэ), Астана.kz (Астана), МаксимуМ (Томск), Обычные люди (Москва)
- Жюри: Леонид Ярмольник, Игорь Верник, Андрей Макаревич, Константин Эрнст, Леонид Парфёнов, Михаил Ефремов, Юлий Гусман
- Конкурсы: Фристайл, Разминка, СТЭМ, Конкурс одной песни

| Команда        | Бонус | Фристайл | общий | Разминка | общий | СТЭМ | общий | КОП | Итого |
| -------------- | ----- | -------- | ----- | -------- | ----- | ---- | ----- | --- | ----- |
| МаксимуМ       | 0,1   | 4,7      | 4,8   | 4,4      | 9,2   | 3,9  | 13,1  | 3,7 | 16,8  |
| Байкал         | 0,1   | 4,1      | 4,2   | 5,6      | 9,8   | 4    | 13,8  | 3,3 | 17,1  |
| Фёдор Двинятин | 0     | 4,7      | 4,7   | 5,3      | 10    | 3,4  | 13,4  | 4   | 17,4  |
| Обычные люди   | 0     | 4,9      | 4,9   | 4,3      | 9,2   | 3,6  | 12,8  | 3,9 | 16,7  |
| Астана.kz      | 0     | 5        | 5     | 4,6      | 9,6   | 3,9  | 13,5  | 3,9 | 17,4  |

Результат игры:
1. Астана.kz; Фёдор Двинятин
2. Байкал
3. МаксимуМ
4. Обычные люди

- Команды «Байкал» и «МаксимуМ» получили бонус 0,1 балла за то, что прошли без добора в четвертьфинал.
- В конкурсе одной песни «Фёдор Двинятин» показали пародию на Валерия Леонтьева.
- Команда «Байкал» на этой игре показала СТЭМ, в котором актёры разговаривали только с помощью существительных.
- Игра запомнилась речью Гусмана, в которой он критиковал выступления всех команд, и особенно команду «Фёдор Двинятин», которую он назвал «клоунами». Несмотря на критику «Фёдор Двинятин» заняли в этой игре первое место, и получили высший балл от Гусмана за конкурс одной песни.
- По окончании игры не было объявлено какие команды прошли в полуфинал из-за ничьей на первом месте. После игры было решено, что поскольку дальше должны были пройти команды, занявшие первые три места, то это включает и команду «МаксимуМ», которая по итогам игры оказалась на третьем месте, хотя её обошли не два, а три соперника. Было также решено, что и со второго четвертьфинала дальше пройдут четыре команды.

Второй четвертьфинал
- Дата игры: 16 апреля
- Тема игры: -
- Команды: Свердловск (Екатеринбург), СОК (Самара), Сборная ГУУ (Москва), Станция Спортивная (Москва), Пирамида (Владикавказ)
- Жюри: Леонид Ярмольник, Игорь Верник, Андрей Макаревич, Константин Эрнст, Леонид Парфёнов, Михаил Ефремов, Юлий Гусман
- Конкурсы: Фристайл, Разминка, СТЭМ, Конкурс одной песни

| Команда            | Бонус | Фристайл | общий | Разминка | общий | СТЭМ | общий | КОП | Итого |
| ------------------ | ----- | -------- | ----- | -------- | ----- | ---- | ----- | --- | ----- |
| Сборная ГУУ        | 0     | 4,1      | 4,1   | 4        | 8,1   | 3,9  | 12    | 3,9 | 15,9  |
| Станция Спортивная | 0,1   | 4,3      | 4,4   | 4        | 8,4   | 3,4  | 11,8  | 3   | 14,8  |
| Свердловск         | 0,1   | 4,3      | 4,4   | 4,6      | 9     | 3,4  | 12,4  | 4   | 16,4  |
| Пирамида           | 0,1   | 5        | 5,1   | 5,4      | 10,5  | 3,7  | 14,2  | 3,7 | 17,9  |
| СОК                | 0,1   | 5        | 5,1   | 5        | 10,1  | 3,9  | 14    | 3,1 | 17,1  |

Результат игры:
1. Пирамида
2. СОК
3. Свердловск
4. Сборная ГУУ
5. Станция Спортивная

- Все команды, кроме Сборной ГУУ, начали игру с бонусом 0,1 балла.
- На этой игре «Свердловск» показали конкурс одной песни «Мужички».

### Полуфиналы
Первый полуфинал
- Дата игры: 12 октября
- Тема игры: -
- Команды: Свердловск (Екатеринбург), Сборная ГУУ (Москва), Астана.kz (Астана), Пирамида (Владикавказ)
- Жюри: Леонид Ярмольник, Вера Глаголева, Игорь Верник, Константин Эрнст, Андрей Макаревич, Юлий Гусман
- Конкурсы: Приветствие, Разминка, СТЭМ, Музыкальное домашнее задание

| Команда     | Приветствие | Разминка | общий | СТЭМ | общий | МДЗ | Итого |
| ----------- | ----------- | -------- | ----- | ---- | ----- | --- | ----- |
| Пирамида    | 4,2         | 4,7      | 8,9   | 4    | 12,9  | 6   | 18,9  |
| Сборная ГУУ | 4,5         | 4        | 8,5   | 4    | 12,5  | 4,8 | 17,3  |
| Свердловск  | 4,2         | 4,3      | 8,5   | 3    | 11,5  | 4,7 | 16,2  |
| Астана.kz   | 4,7         | 4,5      | 9,2   | 3,8  | 13    | 5,5 | 18,5  |

Результат игры:
1. Пирамида
2. Астана.kz
3. Сборная ГУУ
4. Свердловск

- Как и годом ранее, полуфиналы сезона проходили в БКЗ «Академический».
- На этой игре Сборная ГУУ показала СТЭМ о людях, которые говорят только правду.
- В музыкальном домашнем задании «Свердловска» участвовал певец Сергей Крылов.

Второй полуфинал
- Дата игры: 17 октября
- Тема игры: -
- Команды: Байкал (Иркутск — Улан Удэ), Фёдор Двинятин (Москва — Ступино), СОК (Самара), МаксимуМ (Томск)
- Жюри: Леонид Ярмольник, Вера Глаголева, Константин Эрнст, Игорь Верник, Юлий Гусман
- Конкурсы: Приветствие, Разминка, СТЭМ, Музыкальное домашнее задание

| Команда        | Приветствие | Разминка | общий | СТЭМ | общий | МДЗ | Итого |
| -------------- | ----------- | -------- | ----- | ---- | ----- | --- | ----- |
| Фёдор Двинятин | 4,2         | 4,8      | 9     | 3    | 12    | 5,2 | 17,2  |
| СОК            | 5           | 4        | 9     | 4    | 13    | 5,2 | 18,2  |
| Байкал         | 4,2         | 4,2      | 8,4   | 3,4  | 11,8  | 4,8 | 16,6  |
| МаксимуМ       | 5           | 4,2      | 9,2   | 3,4  | 12,6  | 5,2 | 17,8  |

Результат игры:
1. СОК
2. МаксимуМ
3. Фёдор Двинятин
4. Байкал

- На этой игре команда «СОК» показала СТЭМ про Буратино.
- В приветствии команда «МаксимуМ» показала пародию на Николя Саркози и Дмитрия Медведева. На роль Медведева был приглашён Антон Сасин из команды «ПриМа».

### Финал
- Дата игры: 18 декабря
- Тема игры: -
- Команды: СОК (Самара), Астана.kz (Астана), Пирамида (Владикавказ), МаксимуМ (Томск)
- Жюри: Леонид Ярмольник, Андрей Макаревич, Екатерина Стриженова, Константин Эрнст, Михаил Ефремов, Игорь Верник, Юлий Гусман
- Конкурсы: Фристайл, Разминка, Кино-конкурс, Биатлон, Музыкальное домашнее задание

| Команда   | Фристайл | Разминка | общий | Клип | общий | Биатлон | общий | МДЗ | Итого |
| --------- | -------- | -------- | ----- | ---- | ----- | ------- | ----- | --- | ----- |
| МаксимуМ  | 5        | 5        | 10    | 4,9  | 14,9  | 0,8     | 15,7  | 6   | 21,7  |
| Астана.kz | 4,9      | 4        | 8,9   | 4,3  | 13,2  | 0,6     | 13,8  | 5,1 | 18,9  |
| СОК       | 5        | 4,3      | 9,3   | 4,1  | 13,4  | 0,4     | 13,8  | 5,3 | 19,1  |
| Пирамида  | 5        | 4,4      | 9,4   | 5    | 14,4  | 1       | 15,4  | 5,9 | 21,3  |

Результат игры:
1. МаксимуМ
2. Пирамида
3. СОК
4. Астана.kz

Команда «МаксимуМ» стала чемпионом Высшей лиги 2008 года.
- Как и команда «Обычные люди» годом раньше, команда «МаксимуМ» заняла первое место только в финале сезона.
- В этой игре таблички жюри были в виде звезд, как на Спецпроекте КВН 2006.
- На биатлоне капитан «СОКа» Дмитрий Колчин надел бабочку, которую ему подарил капитан ЕрМИ Рафаэл Менасбекян. С этой бабочкой Рафаэл не проиграл ни одного капитанского конкурса. Колчину она не помогла — он выбыл на первом круге биатлона. Сам биатлон закончился перетягиванием каната между томичами и владикавказцами: победу праздновал Владикавказ.
- В финале «МаксимуМ» спародировали шоу «Ледниковый период»: в их номере персонаж Андрея Бурковского катался с Татьяной Навкой. В 2016 году Бурковский и Навка действительно выступили в паре в шестом сезоне «Ледникового периода».
- В домашнем задании казахов на сцену вышел двойник президента Казахстана Нурсултана Назарбаева.
- Впервые с 2002 года в финале не участвовала московская команда. Но при этом, в домашнем задании команды «СОК» на сцену выходили представители команд ГУУ, «Фёдор Двинятин» и «Обычные люди».

## Члены жюри
В сезоне 2008 игры Высшей лиги КВН судили 10 человек.
8 игр
- Игорь Верник
- Юлий Гусман
- Леонид Ярмольник

7 игр
- Константин Эрнст

6 игр
- Михаил Ефремов
- Андрей Макаревич

2 игры
- Вера Глаголева
- Андрей Малахов
- Леонид Парфёнов

1 игра
- Екатерина Стриженова

## Видео
- Первая 1/8-я финала
- Вторая 1/8-я финала
- Третья 1/8-я финала
- Первый четвертьфинал
- Второй четвертьфинал
- Первый полуфинал
- Второй полуфинал
- Финал